# Narses III Budowniczy
Narses III Budowniczy – Katolikos Wszystkich Ormian z lat 641–661. Jedna z czołowych postaci politycznego i kulturalnego życia Armenii w VII wieku.
Pochodził z Iszchani w regionie Tajk w dawnej zachodniej Armenii. Tajk związany był z kulturą grecką a sam Narses prezentował poglądy pro-greckie. Starał się doprowadzić do kompromisu między grecką ortodoksją a wyznawanym przez Ormian monofizytyzmem.
Zasiadł na tronie katolikatu, w trudnym okresie inwazji arabskiej i mimo sympatii względem Bizancjum przekonał głównodowodzącego armii ormiańskiej, Teodora Rasztuniego do poddania się Arabom. W 652 roku zawarto układ – Armenia uzyskała autonomię, lecz została zmuszona do płacenia daniny.
Duchowny został porwany do Konstantynopola na rozkaz cesarza Bizancjum Konstansa II, który nakłaniał go do unii z kościołem greckim. Kronikarze podają sprzeczne informacje co do tego faktu. Narses III powrócił do ojczyzny po śmierci Rasztuniego. Zmarł w swej posiadłości w 661 roku.
Katolikos uzyskał miano Budowniczego za działalność na polu architektonicznym. Odbudował kościół w Dwinie, w którym pochowano ofiary arabskiego najazdu oraz wzniósł kościół Czuwających Aniołów w Zwartnoc (3 km od Eczmiadzynu). Kościół ten zbudowany jest na planie terakonchosu (czterolistnym) z kolistym obejściem i wieloma absydami. Budowlę uznano za perłę sakralnej sztuki ormiańskiej. Była wielokrotnie kopiowana. Narses III wsławił się także na polu teologicznym.